# Земо Ходашені
Земо Ходашені (груз. ზემო ხოდაშენი) — село в Грузії.
За даними перепису населення 2014 року в селі проживає 868 осіб.